# Filip Chlapík
Filip Chlapík (Praga, 3 giugno 1997) è un hockeista su ghiaccio ceco, dello Sparta Praga.

## Palmarès
- Coppa Spengler: 1

Ambrì-Piotta: 2022